# Таможенный представитель
Таможенный представитель (таможенный брокер) (англ. Customs broker) — лицо, уполномоченное импортёром для совершения операций на таможне при ввозе товаров. Таможенные представители могут быть специально наняты импортёрами,  торговыми органами для таможенной очистки товаров или быть аффилированными организациями с транспортно-экспедиторскими компаниями или судоходными линиями или другими перевозчиками. Таможенный представитель действует от имени импортёра и за его счёт, совершая все предусмотренные законодательством соответствующей страны действия для легального ввоза в страну товаров. В большинстве стран таможенный представитель действует на основании лицензии.
В Российской Федерации – юридическое лицо, уполномоченное Федеральной таможенной службой на совершение таможенных операций от имени и по поручению заинтересованного лица (декларанта) в Российской Федерации. ФТС ведет реестр таможенных представителей. Свидетельства о включении в реестр таможенных представителей как документа, который выдается на бумажном защищенном бланке, официально не существует с января — начала февраля 2020 года, с момента вступления в силу нового административного регламента ФТС России, который устанавливает порядок включения организаций в реестр таможенных представителей. С февраля 2020 года фактом наличия статуса таможенного представителя у той или иной компании является регистрационный номер в реестре таможенных представителей с указанием реквизитов организации, способа обеспечения уплаты таможенных пошлин, налогов (банковская гарантия, договор поручительства и т.д.), реквизитов договора страхования гражданской ответственности и т.д.
Деятельность таможенных представителей в России регулируется законодательством Евразийского экономического союза (Таможенный кодекс ЕАЭС) и Федеральным законом № 289 от 03.08.2018 «О таможенном регулировании в Российской Федерации и о внесении изменений в отдельные законодательные акты Российской Федерации».
Взаимоотношения таможенных представителей с декларантами (как физическими, так и юридическими лицами) строятся на договорной основе. Декларант может самостоятельно заниматься таможенным оформлением при наличии достаточной компетенции – пользование услугами таможенного представителя не является обязательным условием ведения внешнеэкономической деятельности. Хотя периодически выдвигаются идеи ограничить право декларировать товары.

## Услуги таможенного представителя
В сферу компетенций таможенного представителя входят такие процедуры:
- определение кода перевозимого товара в соответствии с товарной номенклатурой внешнеэкономической деятельности Евразийского экономического союза;
- расчет таможенной стоимости товара;
- заполнение декларации на товар;
- оплата таможенных пошлин и платежей (если это предусмотрено договором между таможенным представителем и декларантом);
- представление интересов декларанта в таможенных органах и пр.

## Условия для получения статуса таможенного представителя
Ст. 347 ФЗ №289, а также ст. 402 ТК ЕАЭС устанавливают условия, по которым юридическое лицо может быть включено в реестр таможенных представителей. Условия таковы:
1. размер страховой суммы должен составлять не менее 20 млн рублей;
2. размер обеспечения исполнения обязанностей составляет не менее 500 тыс. Евро;
3. компания не является казенным предприятием, организацией или государственным унитарным предприятием;
4. компания исполнила постановления по делам об административных правонарушениях, ответственность за которые предусмотрена статьей 16.2 Кодекса об административных правонарушениях Российской Федерации;
5. за компанией не числится долгов по уплате таможенных платежей, специальных, антидемпинговых, компенсационных пошлин, пеней, процентов;
6. компания должна быть зарегистрирована  в «Личном кабинете участника ВЭД» на сайте ФТС.

Для включения в реестр компания, если она соответствует приведенным условиям,  обращается в ФТС с заявлением о включении в реестр таможенных представителей, содержащим сведения, предусмотренные указанным Федеральным законом, и представляет документ, установленный подпунктом 1 пункта 1 статьи 402 Кодекса Союза.
При исключении из реестра таможенных представителей компания вправе вновь подать заявку на включение в него. Такая заявка рассматривается ФТС в течение 30 дней.

## Солидарная ответственность
ФЗ №289 устанавливает солидарную ответственность для таможенных представителей в сфере внешнеэкономической деятельности. Это значит, что таможенный представитель несет одинаковую с декларантом обязанность по уплате таможенных пошлин, налогов, специальных, антидемпинговых, компенсационных пошлин.

## Другие детали
- По состоянию на 25 февраля 2019 года в реестр таможенных представителей ФТС внесено 495 юридических лиц;
- Исключение из реестра ФТС фактически означает заморозку деятельности компании, связанную с таможенными представлением, поэтому некоторые юридические лица создают дочерние предприятия, на которые также получают свидетельство о включении в реестр;
- Таможенный представитель вправе уплачивать пошлины и платежи за ввоз товаров для личного пользования физическими лицами (если это закреплено договором), за исключением ввоза транспортных средств[4].